# Praha (Schiff, 1887)
Der Raddampfer Praha wurde 1886 in der Schiffswerft Karolinenthal in Prag von der Prager Maschinenbau AG vormals Ruston & Co. gebaut. Das Schiff wurde unter dem Namen František Josef I. mit der Baunummer 101 auf Kiel gelegt und am 30. April 1887 in Dienst gestellt. Namensgeber war Franz Joseph I., Kaiser von Österreich. Im Jahr 1918 erfolgte die Umbenennung in Zbraslav, 1928 in Praha, 1942 in Prag und 1945 in Praha.

## Geschichte

### Die Zeit bis 1945
Mitte 1886 gab der Vorstand der Prager Dampfschiffahrtsgesellschaft auf der Moldau (Pražská společ nost pro paroplavbu na řece Vltavě) eine Ausschreibung zum Bau eines neuen Schiffes bekannt. Angebote kamen von der Ersten Böhmisch-Mährischen Maschinenbauanstalt für 31.000 Gulden, von der Kette, Deutsche Elbschiffahrts-Gesellschaft für 50.800 Gulden, von der Maschinenfabrik Buckau AG und anderen Unternehmen. Gebaut wurde das Schiff dann von der Prager Maschinenbau-Aktiengesellschaft vorm. Ruston & Co. (Prazská akciová strojírna dríve Ruston a spol/PAS) für 55.000 Gulden. Da der Platz zum Bau des Schiffes in Karolinenthal nicht ausreichte, wurde die Endmontage des Schiffes aus den in Karolinenthal gefertigten Einzelteilen auf einem angemieteten Gelände in Smíchov durchgeführt.
Nach der Indienststellung als Glattdeckdampfer am 30. April 1887 wurde das Schiff auf der Strecke Prag – Zbraslav eingesetzt. Die Fahrten führten aber auch nach Davle und Štěchovice. Es verfügte im Bereich der Radkästen über ein kleines Oberdeck. Trotz der dadurch behinderten Sicht wurde das Schiff nach Anweisungen des Kapitäns per Hand vom Heck aus gesteuert.

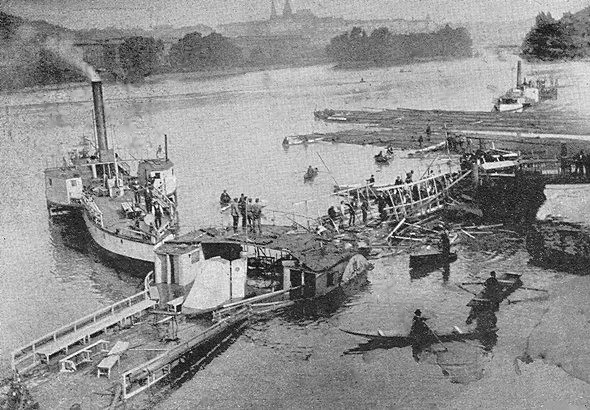
Die František Josef I. nach der Explosion, links im Bild die Praha

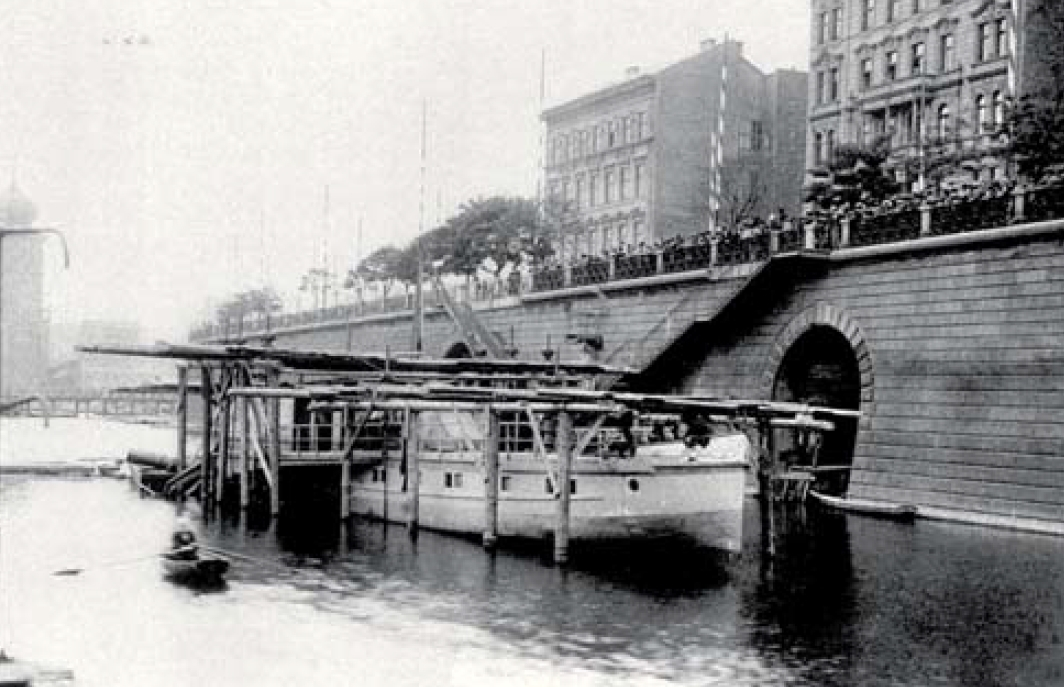
Die František Josef I. nach der Bergung am Palacký-Kai, heute Rašín-Kai, Nr. 72

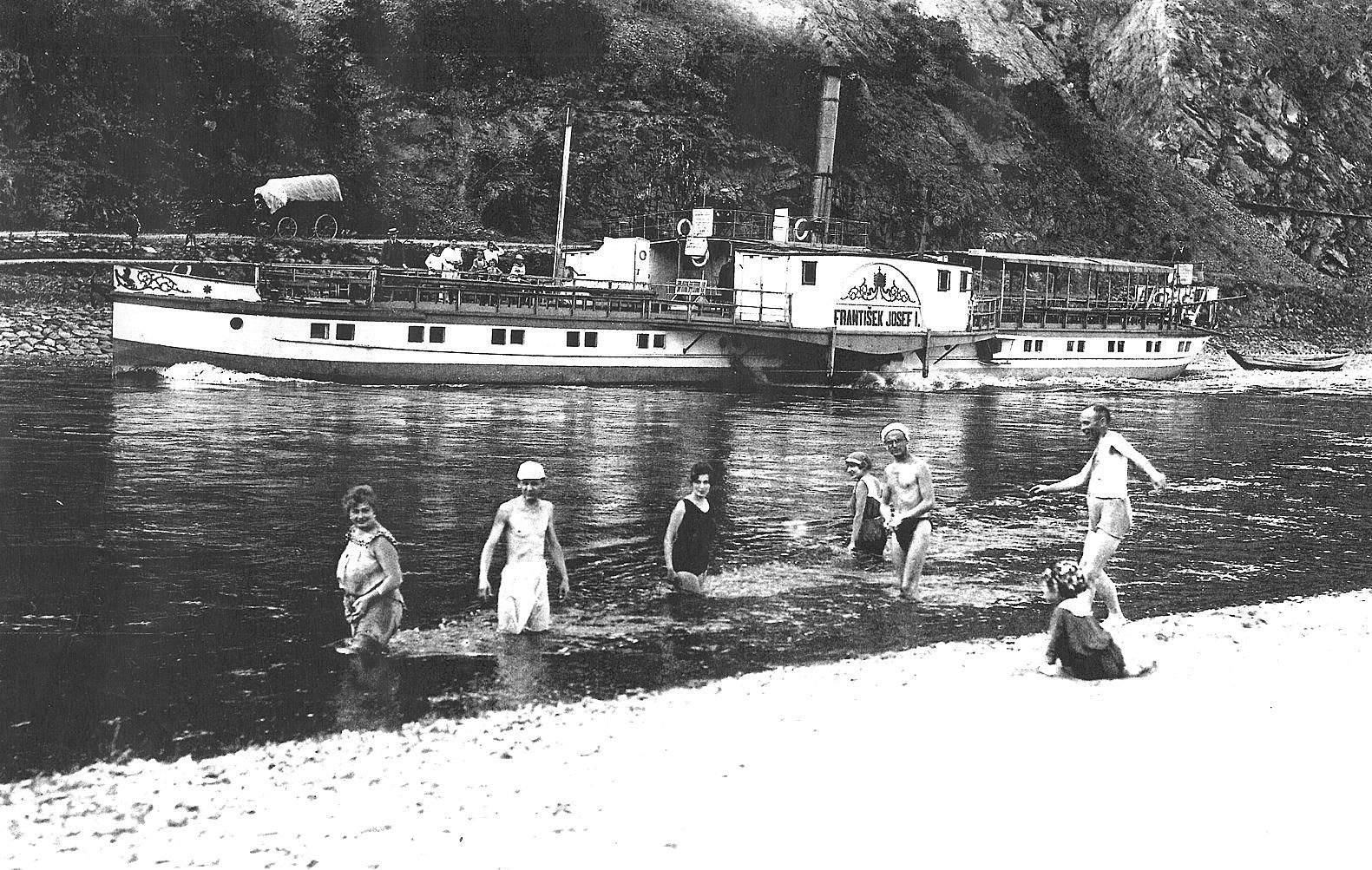
Raddampfer František Josef I. auf der Moldau

Im Zusammenhang mit der geplanten Schiffbarmachung der unteren Moldau bis zur Elbe wurde am 15. August 1895 der Name der Gesellschaft in Prager Dampfschiffahrtsgesellschaft auf Moldau und Elbe in Böhmen (Pražská paroplavební společnost na Vltavě a Labi v Čechách) geändert. Am 15. Februar 1913 wurde der Name der Gesellschaft, da er sich aufgrund seiner Länge als unpraktisch erwiesen hatte, in Prager Dampfschiffahrtsgesellschaft (Pražská paroplavební společnost/PPS) geändert.
Am 19. Mai 1898 kam es zum schwersten Unfall in der Geschichte der Prager Dampfschifffahrt. 7,53 Uhr explodierte bei dem am Kai an der Palacky-Brücke liegenden Schiff der Dampfkessel. Die Explosion forderte drei Todesopfer, der Kassierer des Schiffes Jaroslav Horáček, sowie der aus Vinohrady stammende Goldschmied Ignác Schreiber und sein zehnjähriger Sohn. Weitere fünfzehn Menschen wurden verletzt. An Bord des Schiffes befanden sich zum Zeitpunkt des Unglücks nur wenige Menschen, da kurz zuvor die Ferdinand I. voll besetzt abgelegt hatte.
Die Schiffbaufirma Schinke aus dem Zahnsgrund in Bad Schandau hob das Wrack und setzte es provisorisch instand. Danach wurde es von der PAS wieder aufgebaut. Das Schiff erhielt ein neues Mittelteil und einen neuen Dampfkessel. 1899 wurde es wieder in Dienst gestellt. Die Ursache für den plötzlichen Anstieg des Dampfdrucks wurde nicht vollständig geklärt. Das vollständig geöffnete Hauptdampfventil ließ auf eine Manipulation schließen. Der Bericht stellt aber auch fest, dass das Material der Nietverbindungen insbesondere am Dampfdom nicht den Vorschriften entsprach.
Das Unternehmen musste Schreibers Witwe und ihrer verletzten Tochter eine jährliche Rente von 700 Gulden und die Bestattungskosten zahlen.
Da das Schiff den Namen eines Monarchen trug, wurde es mit der Gründung der Ersten Tschechoslowakischen Republik im Oktober 1918 in Zbraslav nach dem Prager Stadtteil Zbraslav umbenannt. Es war das zweite Schiff mit diesem Namen.
Zur Pflege der guten Beziehung zwischen der PPS und der neuen tschechischen Regierung wurden für Regierungsmitglieder Kreuzfahrten organisiert.
So unternahm am 10. Juni 1920 der erste Präsident der Tschechoslowakei, Tomáš Garrigue Masaryk, gemeinsam mit den Ministern Jiří Stříbrný, Bohuslav Vrbenský, Anton Štefánek und Stanislav Špaček mit der Zbraslav eine solche Fahrt auf der Moldau.
1926 wurde der Prager Bankier Ferdinand Napravil zum Vorstandsvorsitzenden der PPS berufen. Er strukturierte das Unternehmen grundlegend um. 1928 erhielt das Schiff eine Dampfsteuermaschine. 1929 wurde zum ersten Mal Abendfahrten mit Musik und Tanz angeboten. Eingesetzt wurde dazu die im Vorjahr in Praha umbenannte Zbraslav. Es war das zweite Schiff mit dem Namen Praha.
Zum 1. Januar 1937 wurde die PPS in die neu gegründete Tschechoslowakische Schiffahrts-Aktiengesellschaft (Československou plavební akciovou společností labskou/ČPSL) eingegliedert. Im gleichen Jahr wurde das Schiff einer Generalüberholung unterzogen. Es erhielt dabei ein komplett neues Deck. 1939 gab es Pläne der ČPSL das Schiff zu einem Kabinenschiff für touristische Fernreisen nach Berlin umzubauen. Das Projekt wurde durch den Krieg unterbrochen. Studien und Dokumentationen für den Wiederaufbau lagen jedoch bereits vor.
Nach der Besetzung der Tschecho-Slowakischen Republik im März 1939 durch deutsche Truppen wurde die ČPSL in Böhmisch-Mährische Elbeschiffahrt AG (BMES) umbenannt. Die Namen der Schiffe wurden vorerst beibehalten. Erst der im Jahr 1942 ins Amt gesetzte stellvertretende Generaldirektor der Gesellschaft, Richard Tauche, setzte eine Umbenennung der Schiffe durch. Die Praha bekam den Namen Prag.

### Die Zeit nach 1945
Nach dem Ende des Zweiten Weltkrieges wurde das Schiff 1945 wieder in Praha umbenannt. Es wurde einer Rekonstruktion unterzogen. Dabei wurden die Radkästen vergrößert und ein kleiner Vorderdecksalon aufgebaut.
Am 22. Februar 1948 wurde die PPS verstaatlicht und 1950 im Handelsregister gelöscht. Am 1. Januar 1949 wurde die ČPSL in Tschechoslowakische Elbe-Schifffahrt (Československá plavba Labská/ČSPL) und am 1. Juli 1952 in Tschechoslowakische Elbe-Oder-Schifffahrt (Československá plavba labsko-oderská/ČSPLO) umbenannt.
1950 wurde das Schiff für zweitägige Reisen von Prag nach Hřensko (Herrnskretschen) eingesetzt. Am ersten Tag ging die Reise von Prag bis Děčín (Tetschen). Nach einer Übernachtung im Hotel fuhr das Schiff am nächsten Tag nach Hřensko. Hier stand ein Besuch des Prebischtores auf dem Programm. Am Abend wurden die Passagiere von Děčín aus mit dem Zug nach Prag zurückgebracht.
1961 wurde die Personenschifffahrt der Tschechoslowakei neu gegliedert. Die Praha wurde der neu gegründeten Dopravnímu podniku - Osobní lodní doprava (DP-OLD) der Prager Verkehrsbetriebe zugeordnet und war vorwiegend im Raum Prag als Ausflugsdampfer unterwegs.
Am 2. November 1970 absolvierte das Schiff seine letzte Fahrt. 1973 wurde die Dampfmaschine ausgebaut. Nach einer Nutzung als Baustofflager unter dem Namen Včela (Biene) wurde es im Winter 1978/79 in Smíchov abgewrackt.

## Die Dampfmaschine
Die Dampfmaschine war eine  schrägliegende Hochdruck-Zweizylinder-Verbund-Dampfmaschine mit Einspritzkondensation mit der Baunummer 1075. Die Leistung betrug 122 PS. Gebaut wurde sie, wie auch der Kessel von der Schiffs- und Maschinenbauanstalt Ruston & Co. in Prag. Die Praha war das erste böhmische Dampfschiff mit einer solchen Maschine. 1942 wurde die Maschine einer umfassenden Rekonstruktion unterzogen. Dazu wurde von der Maschinenbaufirma Českomoravská-Kolben-Daněk (ČKD) ein neuer Zwei-Flammrohr-Zylinderkessel mit einem Dampfdruck von 8 bar eingebaut.